# Нова Гуринівка
Нова́ Гурині́вка — село в Україні, у Корюківській міській громаді Корюківського району Чернігівської області. Населення становить 17 осіб.
 До 2016 орган місцевого самоврядування — Брецька сільська рада.

## Географія
Село розташоване за 7 км від районного центру і залізничної станції Корюківка та за 20 км від селищної ради. Висота над рівнем моря — 145 м.

## Історія
У Національній книзі пам'яті жертв Голодомору 1932—1933 років в Україні перелічено 1 житель села, що загинув від голоду.
12 червня 2020 року, відповідно до розпорядження Кабінету Міністрів України № 730-р «Про визначення адміністративних центрів та затвердження територій територіальних громад Чернігівської області», увійшло до складу Корюківської міської громади.
19 липня 2020 року, в результаті адміністративно-територіальної реформи та ліквідації колишнього Корюківського району, село увійшло до складу новоутвореного Корюківського району.